# Opera Doktora Dolittle
Opera Doktora Dolittle (ang. Doctor Dolittle's Caravan) – powieść dla dzieci z 1926 roku napisana przez Hugh Loftinga.
Jest szóstą z kolei książką napisaną przez Loftinga o doktorze Johnie Dolittle, jednak ponieważ wydarzenia w niej opisane następują bezpośrednio po wydarzeniach opisanych w „Cyrku Doktora Dolittle”, należy uznać tę powieść jako kolejną, trzecią część cyklu o przygodach tego lekarza znającego mowę zwierząt.

## Opis fabuły
Doktor Dolittle zostaje nowym dyrektorem cyrku, obejmując stanowisko po panu Blossomie, który uciekł z cyrku ze wszystkimi zarobionymi przez instytucję pieniędzmi. Mimo przeciwności cyrk funkcjonuje coraz lepiej. Występy dwugłowca - rzadkiego dwugłowego zwierzęcia z Afryki oraz pantomima z Puddleby - przedstawienie w całości wystawiane przez zwierzęta cieszą się rosnącym zainteresowaniem publiczności. Podczas pobytu w jednym z miasteczek doktor kupuje zieloną kanarzycę, która śpiewa mu pieśń przedstawiającą historię jej życia. Doktor wpada zatem na pomysł wystawienia opery przedstawiającej losy kanarzycy, w której śpiewakami i tancerzami miałyby być ptaki.
Wraz ze swoim cyrkiem doktor udaje się niezwłocznie do Londynu, gdzie rozpoczyna poszukiwania skrzydlatych aktorów do ptasiej opery.